# Krisik (Gandusari)
Krisik is een bestuurslaag in het regentschap Blitar van de provincie Oost-Java, Indonesië. Krisik telt 6178 inwoners (volkstelling 2010).